# Pokémon Trading Card Game (jogo eletrônico)
Pokémon Trading Card Game (ポケモンカードGB, Pokemon Kādo GB) é um jogo da série Pokémon baseado na famosa série Pokémon Trading Card Game, o jogo de cartas dos Pokémon. Apresenta cartas de todos os 151 primeiros Pokémon em uma Região onde não há Pokémon, apenas duelistas com cartas dos mesmos.

## Gameplay
A mecânica de jogo de Pokémon TCG é muito semelhante ao jogo de cartas da série no mundo real. Pode-se dizer que é uma versão virtual do jogo. O jogador batalha contra vários "duelistas". Cada um pega sete cartas, seis prêmios e começam a jogar. Cada Pokémon que é nocauteado dá um prêmio ao jogador adversário. Vence quem obtiver seis prêmios ou quando o oponente não tiver mais Pokémon no banco após seu "ativo" ser nocauteado ou quando o baralho do adversário acabar.

## Club Masters e Grand Masters
Seria a Liga Pokémon da Ilha Dos Duelistas. Há oito Club Masters. Cada clube tem uma especialidade: Fogo, Terra, Águas, etc. Cada um que é derrotado garante uma "Insígnia" para depois poder entrar no Grand Masters, a Elite dos 4 da ilha. O jogador também tem um rival, assim como nos RPGs Originais, que fica mais forte a cada duelo. Ao final do Grand Masters, ele aparece e diz que já derrotou os chefes da Elite dos 4. Então começa o duelo decisivo para ver quem é o melhor duelista!

## Hall of Honor
Após derrotar o Grand Masters e o rival pela primeira vez, o jogador entra para o Hall of Honor do jogo e recebe cartas exclusivas como Charizard, Venusaur e até Mew.

## Sequências
Pokémon Card GB2: Great Rocket-Dan Sanjō! (ポケモンカードGB2　GR団参上！, Pokémon Card GB2: Here Comes Team Great Rocket!), lançado em 28 de março de 2001, é a continuação exclusiva em japonês do original  Pokémon Trading Card Game , também para o Game Boy Color. Como o seu antecessor, o jogo foi desenvolvido pela Hudson Soft and Creatures, e publicado pela Nintendo. Foi anunciado pela primeira vez em janeiro de 2001 pelo site japonês WatchImpress. Inclui novos aprimoramentos, como a capacidade de escolher o sexo do personagem, um modo de treinamento para ajudar os novos jogadores, um Diagnóstico de Deck para classificar a eficácia do deck de um jogador e um novo grupo de antagonistas conhecido como Team Great Rocket. O jogo apresenta todas as cartas do jogo original, juntamente com novas cartas do quarto set, Team Rocket, bem como cartas originalmente exclusivo das máquinas de venda automática japonesas e do Pacote de Introdução à Instrução de Vídeo Instrucional Pokémon Trading Card, elevando o número total de cartões para 445.
Como no título anterior, os jogadores devem viajar pelo mundo do jogo desafiando personagens que não sejam jogadores a batalhas simuladas usando regras adotadas da versão original do tabletop. Todos os locais do original estão presentes, juntamente com uma nova configuração conhecida como GR Island, que contém seus próprios Battle Masters para os jogadores encontrarem. Derrotando um total de 16 Battle Masters nas antigas e novas ilhas, os jogadores podem desafiar o chefe final do jogo, o Rei Biruritchi. Apesar de um lançamento em inglês na América do Norte ter sido considerado "provável" pelo site IGN em 2001, o jogo não foi disponibilizado fora do Japão. "Pokémon Card GB2 "ganhou 29 de 40 pontos da revista japonesa Weekly Famitsu.